# Hochgruben
Hochgruben (italsky Tovo Alto) je hora o nadmořské výšce 2538 m ležící na hranících Rakouska a Itálie v hlavním hřebeni Karnských Alp.

## Dostupnost
Vrchol je nejsnadněji dostupný od horní stanice lanovky Helmbahn. Odtud se pokračuje kolem chaty Hahnspielhütte (2150 m) a přes západní svah hory Helm. U Leckfeldsattelu (2381 m) narazíme na zásobovací silnici přicházející z východotyrolské strany a pokračujeme po ní až k chatě Sillianer Hütte (2447 m). Nad chatou začíná snadný výstup na vrchol - plochý zvlněný hřeben Hochgruben.

## Historie
Vzhledem k tomu, že se Hochgruben a okolní vrcholy nacházejí na hranici mezi Rakouskem a Itálií, probíhaly zde za první světové války těžké boje, po kterých se dochovaly zbytky válečných opevnění, zničených pevností, jeskyní a zákopů. Na obou stranách hranice dosud existují stezky, po kterých se dopravovaly zásoby na frontové pozice.